# Bataille de la forêt de Sambisa (2021)
Pour les articles homonymes, voir Bataille de la forêt de Sambisa.
Insurrection de Boko Haram
Batailles
La bataille de la forêt de Sambisa a lieu en mai 2021 lors de l'insurrection de Boko Haram.

## Déroulement
En mai 2021, l'État islamique en Afrique de l'Ouest (ISWAP) lance une offensive sur la forêt de Sambisa, bastion de Boko Haram,. Lors des combats Abubakar Shekau, le chef de Boko Haram, se retrouve encerclé avec une partie de ses hommes.
Le 19 mai, une cinquantaine de pick-up cernent la zone où Shekau s'est retranché. Des négociations sont engagées et durent pendant plusieurs heures. Shekau est sommé de déposer les armes et de se soumettre à l'ISWAP, mais il refuse.
Le 20 mai 2021, l'AFP indique que selon deux sources proches des services de renseignement, Abubakar Shekau aurait été grièvement blessé. Le lendemain, une enquête du Wall Street Journal, soutenus par de nombreux rapports de fonctionnaires nigérians, confirme la mort du terroriste. Il aurait été tué le 19 mai, dans le village de Nainawa, où son corps est enterré pendant la nuit.
Début juin 2021, Abou Mosab al-Barnaoui, le chef de l'État islamique en Afrique de l'Ouest (ISWAP), affirme dans un document audio qu'Abubakar Shekau est mort : « Shekau a préféré l'humiliation dans l'au-delà à l'humiliation sur Terre. Il s'est donné la mort en déclenchant un explosif »,.
Dans cet enregistrement, Barnaoui déclare que Shekau a été surpris dans une maison dans la forêt de Sambisa : « Il a battu en retraite et s'est échappé, errant à travers la brousse pendant cinq jours. Néanmoins les combattants (de l'Iswap) ont continué à le chercher et à le traquer jusqu'à ce qu'ils soient capables de le localiser. Après l'avoir débusqué dans la brousse, les combattants d'Iswap l'ont sommé, lui et ses partisans, de se repentir, mais Shekau a refusé et s'est donné la mort. [...] Nous sommes tellement heureux, [...] Shekau est quelqu'un qui s'est rendu coupable d'un terrorisme et d'atrocités inimaginables ».
Le 16 juin, Boko Haram reconnait la mort d'Abubakar Shekau, par un message vidéo envoyé à l'AFP dans lequel s'exprime Bakura Modu, dit Sahaba, le nouveau chef présumé du groupe.

## Conséquences
Après cette défaite, des milliers de personnes se rendent aux autorités nigérianes. À la mi-octobre, l'armée annonce que : « jusque-là, un total de 13 243 terroristes et leurs familles, comprenant 3 243 hommes, 3 868 femmes et 6 234 enfants se sont rendus à nos troupes à travers tout le Nord-Est ».
Selon Malik Samuel, chercheur de l’Institut d'études de sécurité de l'Union européenne ayant interrogé certains de ces « sortants », l'État islamique « a donné le choix » à ceux qui se trouvaient dans la forêt de quitter les lieux s'ils ne souhaitaient pas rejoindre ses rangs : « La majorité sont des civils qui ne pouvaient en aucun cas partir du temps où Shekau était en vie, car celui-ci les utilisait pour du travail forcé ou comme boucliers humains. Quiconque tentait de fuir était froidement exécuté ».